# Mellanstor motorcykel
Som mellanstor klassas motorcyklar som har en effekt som inte överstiger 35 kW (ca 48 hk) och ett förhållande mellan nettoeffekt och tjänstevikt som är under 0,2 kW/kg (ca 0,27 hk/kg). Om motorn är strypt, får den i ostrypt utförande inte ha högre effekt än 70 kW. För att framföra en mellanstor motorcykel krävs körkortsbehörighet A2. Före 19 januari 2013 hette denna kategori tung med begränsning.